# Miss Internacional 1986
Miss Internacional 1986, la 26.ª edición del concurso Miss Internacional, se llevó a cabo en Holland Village, en Nagasaki (Japón) el 31 de agosto de 1986.
Representantes provenientes de cuarenta y seis países y territorios compitieron por el título en esta edición del concurso. Al final del evento, Miss Internacional 1985, Nina Sicilia de Venezuela, coronó como su sucesora a Helen Fairbrother de Inglaterra. Elegida por un jurado, la ganadora, de 20 años, se convirtió en la primera —y hasta ahora única— representante de su país en obtener el título de Miss Internacional.

## Resultados

### Clasificación final
La ganadora, las cuatro finalistas y las semifinalistas fueron las siguientes candidatas:
| Posición                | Concursante |
| ----------------------- | --- |
| Miss Internacional 1986 | - Inglaterra - Helen Fairbrother |
| 1.ª finalista           | - Dinamarca - Pia Rosenberg Larsen |
| 2.ª finalista           | - México - Martha Merino |
| Semifinalistas (Top 15) | - Colombia - María del Carmen Zapata - España - Irán Pont - Estados Unidos - Cindy Williams - Filipinas - Alice Dixson - Holanda - Caroline Veldkamp - Israel - Chava Distenfeld - Japón - Rika Kobayashi - Nueva Zelanda - Zena Jenkins - Noruega - Annette Bjerke - Puerto Rico - Elizabeth Robison - Suecia - Susanna Lundmark - Venezuela - Nancy Gallardo |

### Premios especiales
| Posición             | Concursante                  |
| -------------------- | ---------------------------- |
| Mejor traje nacional | - Venezuela - Nancy Gallardo |
| Miss Fotogénica      | - Suecia - Susanna Lundmark  |
| Miss Simpatía        | - Japón - Rika Kobayashi     |

## Candidatas
Las cuarenta y seis candidatas al título de Miss Internacional 1986 fueron las siguientes:
| País/Teritorio           | Candidata                | Edad | Procedencia   |
| ------------------------ | ------------------------ | ---- | ------------- |
| Alemania Occidental      | Birgit Jahn              | 20   | —             |
| Argentina                | Bárbara Laszyc           | 17   | —             |
| Australia                | Lucinda Bucat            | 21   | Perth         |
| Austria                  | Manuela Redtenbacher     | 18   | Linz          |
| Bélgica                  | Nancy Stoop              | 22   | —             |
| Bolivia                  | Gloria Patricia Roca     | 17   | —             |
| Brasil                   | Kátia Faria              | 21   | —             |
| Canadá                   | Irene Vermuelen          | 19   | —             |
| Colombia                 | María del Carmen Zapata  | 18   | Antioquia     |
| Corea del Sur            | Kim Yoon-jung            | 22   | —             |
| Costa de Marfil          | Marie Françoise Kouamé   | 22   | —             |
| Costa Rica               | Ana Lorena González      | 21   | San José      |
| Dinamarca                | Pia Rosenberg Larsen     | 19   | —             |
| Escocia                  | Kim Robertson            | 19   | —             |
| España                   | Irán Pont                | 20   | —             |
| Estados Unidos           | Cindy Williams           | 22   | Hattiesburg   |
| Filipinas                | Alice Dixson             | 17   | —             |
| Finlandia                | Maarit Salomäki          | 18   | Nurmo         |
| Francia                  | Catherine Billaudeau     | 18   | —             |
| Gales                    | Judith Kay Popham        | 19   | —             |
| Grecia                   | Afrodite Panagiotou      | 18   | —             |
| Guam                     | Dina Salas               | 21   | Merizo        |
| Holanda                  | Caroline Veldkamp        | 20   | Ámsterdam     |
| Honduras                 | Francia Reyes            | 21   | —             |
| Hong Kong                | Patty Ngai               | 22   | —             |
| India                    | Poonam Gidwani           | 21   | —             |
| Inglaterra               | Helen Fairbrother        | 20   | Solihull      |
| Irlanda                  | Majella Byrne            | 18   | —             |
| Islas Marianas del Norte | Lisa Aquiningoc Manglona | 19   | —             |
| Islandia                 | Ragna Saemundsdóttir     | 18   | —             |
| Israel                   | Chava Distenfeld         | 18   | —             |
| Italia                   | Caterina Fanciulli       | 22   | —             |
| Japón                    | Rika Kobayashi           | 23   | —             |
| Malasia                  | Latonia Chang            | 19   | —             |
| México                   | Martha Cristiana Merino  | 17   | —             |
| Noruega                  | Annette Bjerke           | 18   | —             |
| Nueva Zelanda            | Zena Grace Jenkins       | 20   | —             |
| Panamá                   | Nidia Pérez              | 22   | —             |
| Polonia                  | Renata Fatla             | 19   | Bielsko-Biała |
| Portugal                 | Ana Rosa Pequito Antunes | 18   | —             |
| Puerto Rico              | Elizabeth Robison        | 20   | —             |
| Singapur                 | Shirley Teo              | 21   | —             |
| Suecia                   | Susanna Lundmark         | 21   | Estocolmo     |
| Suiza                    | Marianne Müller          | 23   | —             |
| Tailandia                | Janthanee Singsuwan      | 18   | —             |
| Venezuela                | Nancy Gallardo           | 19   | Guanare       |